# Bira (Burkina Faso)
Pour les articles homonymes, voir Bira.
Bira est une commune située dans le département de Boundoré, dans la province du Yagha, région du Sahel, au Burkina Faso.